# Élection présidentielle cap-verdienne de 2006
L’élection présidentielle cap-verdienne de 2006 a lieu le 12 février 2006 afin d'élire pour cinq ans le Président du Cap-Vert. 
Elle est remportée par Pedro Pires, candidat du Parti africain pour l'indépendance du Cap-Vert et président sortant, contre Carlos Veiga, candidat du Mouvement pour la démocratie.

## Résultats
|                          | Pedro Pires              | PAICV                    | 86 583  | 50,98 |  |  |
|                          | Carlos Veiga             | MPD                      | 83 241  | 43,02 |  |  |
|                          |                          |                          |         |       |  |  |
| Votes valides            | Votes valides            | Votes valides            | 169 824 | 98,84 |  |  |
| Votes blancs et nuls     | Votes blancs et nuls     | Votes blancs et nuls     | 1 995   | 1,16  |  |  |
| Total                    | Total                    | Total                    | 171 819 | 100   |  |  |
| Abstention               | Abstention               | Abstention               | 151 735 | 46,90 |  |  |
| Inscrits / participation | Inscrits / participation | Inscrits / participation | 323 554 | 53,10 |  |  |

### Source
- (en) Cet article est partiellement ou en totalité issu de l’article de Wikipédia en anglais intitulé « Cape Verdean presidential election, 2006 » (voir la liste des auteurs).